# Txus Vidorreta
Jesús Vidorreta Gómez, más conocido como Txus Vidorreta (Bilbao, 20 de junio de 1966), es un entrenador de baloncesto español. Actualmente entrena al La Laguna Tenerife. En 2015 formó parte del cuerpo técnico de la Selección de baloncesto de España.
Con 668 partidos dirigidos en la Liga ACB, a fecha de enero de 2024, se encontraba en el puesto número 5 de entrenadores con más partidos.

## Trayectoria deportiva
- 91-92: Caja Bilbao (Juvenil)
- 92-93: Caja Bilbao (1ª Div) Entr. Ayudante
- 93-94: Caja Bilbao (1ª Div.) Campeón de Liga y Ascenso
- 94-95: Maristas (Cadete)
- 95-96: Askartza Saskibaloi Taldea (3ªDiv)
- 96-97: Bilbao Patronato (LEB)
- 97-98: Askartza Saskibaloi Taldea (2ª Div.) 5º Clasificado en la Liga
- 98-01: UB La Palma (EBA y LEB 2) Campeón de Liga (98-99)
- 2001-2004 Bilbao Basket (LEB2 y LEB) Campeón de Liga y ascenso. Campeón de Copa, Entrenador del año de la LEB 2, Campeón de Liga y Ascenso, Entrenador del año en la Liga LEB (2003-2004)
- 2004-2010: Bilbao Basket (ACB).
- 2010-2012: Club Baloncesto Lucentum Alicante (ACB).
- 2012-2015: Club Baloncesto Estudiantes (ACB).
- 2015-2017: Iberostar Tenerife
- 2017-2018: Valencia Basket (ACB).
- 2018-Act.: Lenovo Tenerife[2] (ACB).

| Títulos
- Entrenador del año en la Liga ACB en 2017.
- Basketball Champions League (2): 2021-2022.
- Supercopa de España (1):  2017.
- Copa Intercontinental (1): 2020.